# Batesburg-Leesville
Batesburg-Leesville es un pueblo situado en los condados de Lexington y Saluda, Carolina del Sur, Estados Unidos. Tiene una población estimada, a mediados de 2022, de 5266 habitantes.

## Historia
El pueblo se formó en 1992 por la fusión de los antiguos pueblos de Batesburg y Leesville.

## Geografía
La localidad está ubicada en las coordenadas 33°54′48″N 81°31′41″O / 33.913306, -81.528079 (33.913306, -81.528079). Según la Oficina del Censo, tiene una superficie total de 21.46 km², de los cuales 21.23 km² corresponden a tierra firme y 0.26 km² están cubiertos de agua.

## Demografía

### Censo de 2020
Según el censo de 2020, en ese momento la localidad tenía una población de 5270 habitantes.
| Raza                   | Núm. | Porc.  |
| ---------------------- | ---- | ------ |
| Blancos                | 2629 | 49.9%  |
| Afroamericanos         | 2193 | 41.6%  |
| Amerindios             | 16   | 0.3%   |
| Asiáticos              | 31   | 0.6%   |
| Isleños del Pacífico   | 4    | 0.1%   |
| De otras razas         | 158  | 3.0%   |
| De una mezcla de razas | 239  | 4.5%   |
| Total                  | 5270 | 100.0% |

Del total de la población, el 5.9% eran hispanos o latinos de cualquier raza.

### Estimación 2017-2021
De acuerdo con la estimación 2017-2021 de la Oficina del Censo, los ingresos medios de los hogares de la localidad son de $46,070 y los ingresos medios de las familias son de $55,078. Los ingresos per cápita en los últimos doce meses, medidos en dólares de 2021, son de $22,090. Alrededor del 17.5% de la población está por debajo de la línea de pobreza nacional.